# Celebration, Florida
Celebration, samhälle i Florida, USA och mest känt för att ha grundlagts av The Walt Disney Company 1994. Celebration ligger i Osceola County i centrala Florida. Vid uppbyggnaden av orten har principer inom nyurbanism tillämpats.